# Anomalon nigribase
Anomalon nigribase är en stekelart som beskrevs av Joseph Augustine Cushman 1937. Anomalon nigribase ingår i släktet Anomalon och familjen brokparasitsteklar. Inga underarter finns listade i Catalogue of Life.